# César Cals de Oliveira
César Cals de Oliveira (Fortaleza, 18 de julho de 1885 — Fortaleza, 10 de dezembro de 1948) foi médico e político brasileiro.
Filho de José Henrique de Oliveira e de Francisca Cals de Oliveira, estudou na Faculdade de Medicina da Bahia e formou-se na do Rio de Janeiro, em 1910. 
Durante o curso acadêmico, foi interno auxiliar de clínica médica dos professores Almeida Magalhães e Miguel Pereira, da policlínica de crianças a cargo do Dr. Fernandes Figueira e da Maternidade de Laranjeiras.
Foi deputado estadual (1925), presidente da Assembléia Legislativa e duas vezes prefeito de Fortaleza.
Casado com Hilza Diogo de Oliveira, era pai do futuro governador e senador César Cals de Oliveira Filho.